# برنامج موهبة الصيفي 2010
برنامج موهبة الصيفي 2010 هو برنامج ترعاه مؤسسة الملك عبدالعزيز ورجاله للموهبة والإبداع

## برنامج موهبة الصيفي للعلوم والرياضيات والهندسة
برنامج موهبة الصيفي الحادي عشر للعلوم والرياضيات والهندسة يقام في مدينة الظهران ويعتبر
امتداداً لبرامج موهبة  الصيفية التي تقام في جميع مدن المملكة العربية السعودية ويضم ما يقارب الـ 200 طالب من البنين والبنات جميعهم من طلاب الصف الأول الثانوي والثاني الثانوي علمي من مختلف مناطق المملكة والذي تستضيفه شركة أرامكو السعودية بدعم من مؤسسة الملك عبد العزيز ورجاله للإبداع والموهبة.

### أهداف البرنامج
1- تنمية مواهب وقدرات الطلاب الموهوبين المشاركين في البرنامج إلى أقصى ما تسمح به طاقاتهم.
2- إثراء معارف وخبرات الطلاب الموهوبين المشاركين في البرنامج من خلال تفاعلهم مع بيئة العمل الصناعية، ومن خلال تفاعلهم مع بعضهم البعض.
3- تقديم برامج ونشاطات تعليمية إثرائية للطلاب الموهوبين المشاركين في البرنامج في مجالات العلوم والتقنية والرياضيات والذكاء الصناعي واعطائهم حرية أكثر للتعلم الذاتي، وتعزز مفهوم التعاون والعمل الجماعي لديهم.
4- تنمية مهارات التفكير العليا وحل المشكلات بطرق إبداعية واتخاذ القرارات.
5- تنمية مفهوم الذات لدى الطلاب الموهوبين المشاركين في البرنامج وتقوية مشاعر انتمائهم وإحساسهم بالمسؤولية نحو المجتمع.
6- تعزيز الاتجاهات الإيجابية للطلاب الموهوبين المشاركين في الملتقى نحو بيئة العمل الصناعية.
7- المساهمة في بناء عالمٍ علمي / تقني مصغر جاذب للطلاب الموهوبين.

### محتويات البرنامج
يتضمن البرنامج عدداً من المحاضرات والحلقات البحثية في مجالات الطاقة والصناعة النفطيه والإدارة والمهارات الفكرية 
بالإضافة إلى بعض اللقاءات والزيارات والفعاليات والمشاريع العلمية الأخرى التي تساعد في تحقيق أهداف 
الملتقى وكذلك التدريب على اتقان اللغة الإنجليزية بتطبيق احدث البرامج التدريبيه في ذلك.

### تصميم البرنامج
تصميم البرامج قد تم تحت اشراف لجنة الاشراف العام والخبراء من شركة ارامكو السعودية والمختصين في الموهبة والإبداع والتربية والتعليم وشارك في اعداد البرنامج شركات دوليه بتوجيه من مركز المواهب الوطنية (Talent Center).

## مسارات البرنامج

### البحث العلمي
- في مجال البحث العلمي الطالب سوف يستطيع ان :
•	ان تتعلم علم التحقيق والتدقيق والبحث
•	ان تكون قادر على حل المشكلات المعقدة
•	معرفة طريقه مهارات التعامل مع مختبر مشاريع العلوم والتقنيات
•	 اساليب الحل الحقيقي لمشاكل العالم
•	المهارات والتقنيات اللازمة للفوز في المسابقات العلمية
2. قبل نهاية البرنامج، ينبغي للطلاب ان يكون قادرا على ما يلي :
- بالإضافة إلى وضع خطة محددة للبحث تكون على استعداد لتنفيذ وإنشاء مشاريع ممتازة والدخول في المسابقات للعام القادم
- وضع مجموعة من الإجراءات للسيطرة التجربة
- الحرص على حسن تنظيم دفتر الملاحظات
- وضع اسئلة علمية
- تحديد صيغة المشكلة
- وضع وصياغه فرضيات للمشكله
- تصميم تجربه معقدة ومحكمه
- استخدام الرسوم البيانيه والجداول لعرض البيانات
- استخدام الإحصاءات لتقييم البيانات
- عرض المشاريع للجمهور على لوحات العرض

### الرياضيات
يحتاج طلاب المرحلة الثانوية بـ المملكة العربية السعودية لتطوير مهاراتهم فيما يتعلق بحل مسائل الرياضيات كما يحتاجون أيضا إلى خلفية كاملة عن أهم المواضيع التي تطرح بالمسابقات في مادة الرياضيات. ومن هنا فإن الهدف من البرنامج الصيفي هو تطوير مهارات الطالب في الرياضيات من خلال الممارسة والتّدرب على حل المسائل. 
إن المواد التي يتم دراستها بالبرنامج تزوّد الطالب بالمهارات الأساسية التي تساعده على حل العديد من المسائل الرياضية في المسابقات الأولمبية كما تؤهله للالتحاق ببرامج التدريب المتخصصة في تأهيل الطلاب للاشتراك بمسابقات الرياضيات مثل برنامج «الرياضيات الرهيبة».
وكذلك إضافة برامج نوعية تركز على مستوى متقدم في الرياضيات. ولأن برامج الرياضيات العالمية تتلقى عادة المتميزين منذ سن أبكر من ذلك ولأن الإضافة الحالية لموهبة ستوجه لطلبة المرحلة الثانوية، فإن الإدارة تعتبر هذه الخطوة أولى الخطوات اتجاه مشاركة طلابها في جميع المراحل مستقبلاً ولذا فقد عزمت موهبة على إعداد برنامجين (برنامج دولي وآخر محلي) للرياضيات للطلاب المتميزين في المرحلة الثانوية لهذا العام.

### برنامجالروبوت
(بالإنجليزية: Robotics)‏ ان البرنامج سوف يفتح آفاق جديده من العلم الحديث حيث تبين محاولة تقريب عمل الآلة إلى عمل الإنسان من حيث التفكير والتحليل والربط والاستنتاج وعمل نمذجه ومحاكاه وبرمجه لهذه المهارات في الحاسب الإلى.ان الطلاب في هذا البرنامج الاثرئي سوف يتدرجون في تطوير انظمه الروبوت Robotics ابتداءً من البرمجة الحاسوبية ثم إلى البحث عن المعلومات من المصادر واستخلاص المعلومات من الخبراء ثم عمل التفريعات للعمليات الاستنتاجيه في التفكير ومن ثم ادخالها في الحاسب ليتم عملية حل المشاكل بواسطة نظام الروبوت Robotics.
وسيتعلم الطالب ما يآتي :-
1. تعلم معنى التصميم الهندسي المركب
2. التفكير المنطقي
3. التفكير الإبداعي
4. فهم اسس الفيزياء الدينامكية وربطها بتجارب عملية
5. فهم اسس هندسة الكهرباء
6 فهم التفكير الخوارزمي
7. فهم التصميم السلوكي
8. الخروج من الدورة بيقين أن لا يوجد شيء مستحيل

### اقتصاديات النفط
محاضرة تتكون من حلقتين علميه تعتمد على الخطط التنفيذيه والمعتمدة لدى ارامكو السعودية في فهم النفط واثره في تحديد اقتصادياته. يتطلب لاستكمال متطلبات هذه الدورة عمل بحوث فرديه لتحليل بعض التحديات المصاحبة لسياسة تسويق النفط
القيادات الشابة

## دورات أخرى خلال البرنامج

### دورة حياة الابتكار
تعتمد ارامكو السعودية على برنامج تكاملي لإدارة الإبداع. سيقدم فريق الإبداع في شركة ارامكو السعودية محاضرة عن دورة الإبداع المعتمده في الشركة ودورها في تقنين المبتكرات العلمية. أيضا سيتم عرض النظام الحاسوبي لإدارة الإبداع في الشركة.

### الملكية الفكرية
محاضرة مفصلة عن الحماية الفكرية والنظم والقوانين المحلية والدوليه المصاحبة للحماية الفكرية. سيتم عرض برامج دوليه متخصصه على شبكة الإنترنت والتي تساعد المشارك في فهم منظومة الحماية الفكرية وعمل البحوث المقننه لتسجيل براءات الاختراع

### موهبتي
ورشة عمل تهدف إلى تمكين المشاركين من تحليل شخصياتهم وتقنينها بأساليب علميه ومن ثم ربطها بأهداف مستقبليه تمكنهم من عمل خطة تطويريه للوصول إلى أهدافهم. لاستكمال الدورة، يتطلب من المشاركين عمل عرض مفصل لخططهم ألتطويريه ومناقشتها مع المختصين في كافة المجالات التخصصية والعلمية حب العلوم

### تقنيات المستقبل
محاضرة علميه يقدمها مجموعة التخطيط والتحليل في إدارة نظم المعلومات بشركة ارامكو السعودية والتي تهدف إلى تسليط الضوء لفهم دور التقنيات المستقبلية في صناعة النفط وتطوير أساليب معالجتها. تهدف المحاضرة إلى توضيح أهمية تقنية المعلومات في مستقبل الصناعة ودورها في مواجهة تحديات النفط في المستقبل

### معوقات الإبداع
ورشة عمل تهدف إلى عرض الآثار النفسية والاجتماعية والتي قد توثر سلبا في قدرات المشاركين الابداعيه على المدى القصير والبعيد. تقدم هذه المادة على طريقة طاولة القهوة (Café) والتي بدورها تجعل لجميع الحاضرين دور فعال في تقديم المادة العلمية

### بناء الفريق الفعال
العمل الجماعي سر يقف خلف كل مشروع ناجح أو عمل ريادي. لذلك ستقدم هذه المحاضرة طرق بناء الفريق الفعال وكيفية ادراة فرق العمل بطريقة ايجابيه. سيتم عرض بعض التحديات المصاحبة للعمل في الفرق المتكاملة والحلول المقترحة.

### فن التفاوض والحوار
من أهم المواضيع ألمقدمه في برنامج هذا العام هو التفاوض والحوار وأساليب إتقانها. ستقدم هذه الدورة خطوات الحوار الفعال كالتالي:
1- التحضير للمفاوضات، وذلك بدراسة المشكلة والتخطيط للتفاوض حولها
2- وضع الخطة المناسبة للتفاوض ؛ لأنه بعد التحضير للمفاوضات بالدراسات السابقة ينبغي وضع خطة عملية لسير المفاوضات
3- مباشرة العملية التفاوضية

### العمل التطوعي
اجتماع عملي يجمع المشاركين بفريق عمل «الخبر بويز» والذي نشاء عن طريق العمل التطوعي. سيتم استعراض أبجديات إنشاء العمل التطوعي وكيفية خدمة المجتمع من خلال العمل المقنن والهادف إلى تطوير المجتمع بقيم ايجابيه وعلميه

### الذكاء العاطفي
دورة تبداء بعمل اختبار الذكاء العاطفي لجميع المشاركين. ثم سيتم تقديم تقنيات فهم شعور الآخرين وتحليل دوافعهم وطرق التعامل معها بشكل فعال وذكي.

## حفل التخرج
وتقدم الشركة المكافاءة المالية التقديرية لكل المشاركين ويحرص البرنامج على تقديم الجوائز القيمة للمتميزين وتكريم المشاركين في حفل التخرج.